# Хауэлл, Эдуард
Эдуард Хауэлл (англ. Edward Howell; 5 февраля 1846 года, Лондон — 1898, Лондон) — британский виолончелист.
Учился в Королевской академии музыки, ученик, прежде всего, Альфредо Пиатти. Играл в оркестре лондонской Итальянской оперы (где прежде его отец Джеймс Хауэлл был контрабасистом), а с 1872 г. также и в оркестре Ковент-Гардена. Кроме того, Хауэлл занимал пост королевского музыканта (англ. Musician in Ordinary to the Queen). Как солист Хауэлл наиболее известен участием в премьере Реквиема для трёх виолончелей с оркестром (1891) Давида Поппера (вместе с автором и Жюлем Дельсаром).
Хауэлл также преподавал в Королевском колледже музыки; среди его учеников, в частности, Херберт Уоленн и Уильям Генри Скуайр.